# Dobai Attila
Dobai Attila, művésznevén Aty (Sepsiszentgyörgy, 1994. április 26. –) színész, énekes, fotós, műsorvezető, social média manager.

## Pályafutása
14 éves korában érkezett Budapestre Erdőfüléből, egy kevesebb, mint 1000 fős erdélyi zsákfaluból. Középiskolai tanulmányait a budapesti Petőfi Sándor Gimnáziumban végezte 2009 és 2013 között. Ezt követően egyből felvételt nyert a Pesti Magyar Színiakadémia Gyakorlatos színész-színházi és filmszínész-Színész II. szakára. Napjainkban is aktív művészi tevékenységet folytat számos területen.

## Fontosabb színházi szerepei

##### Pesti Magyar Színház
- SunCity (2017- 2021)
- Időfutár (2018- 2021)
- Harisnyás Pippi (2018- 2021)
- A muzsika hangja (2015- 2021)

##### Vidám Színpad
- Ha beüt a ménkű (2019- 2021)
- Szömörce, az eszement falu (2020)

##### Fészek Művészklub
- Összeérő párhuzamok (2019-)

##### Debreceni Csokonai Színház
- A Pál utcai fiúk (2019-)

##### Partvonal Műhely
- Rómeó és Júlia – József Attila színház (2020-)

##### Spirit Színház
- Zorba, a görög (2016-)

## Filmográfia[1]
| Év         | Cím                     | Szerep     | Csatorna      |
| ---------- | ----------------------- | ---------- | ------------- |
| 2016- 2018 | Holnap Tali!            | Gaál Csaba | M2- Petőfi TV |
| 2018       | Holnap Tali!- A Premier | Gaál Csaba | M2- Petőfi TV |
| 2020       | Drága Örökösök          | Zoli       | RTL           |
| 2022       | Dr. Balaton             | Sofőr      | TV2           |

## Fotózás
Néhány éve elkezdett hobbi szinten fotózni, melyben egyetlen segítsége a telefonja volt. Ezt az eszközt később sem cserélte kamerára. Képei számos magazinban és tévéműsorban megjelentek már. Jelentősebb modelljei:
- Tóth Andi,
- Lady Szomjas,
- Görgényi Fruzsina,
- Tóth Angelika,
- Venczli Zóra,
- Gömöri András Máté,
- Békefi Viki és Feng Ya Ou,
- Bátyai Éva,
- Kiss Anna Laura.

## Műsorvezetés
Többször vezette már az MTV- Petőfi TV „Én vagyok itt” című műsorát. Ezen kívül volt már házigazdája nagy divateseménynek is. Saját YouTube csatornáján 51 részes vlog-sorozattal készült. A Dobai Aty show egy online streamelt talk-show volt. A műsorban megjelent személyek a teljesség igénye nélkül:
Balázs Andi, Nyári Dia, Görgényi Fruzsina, Tóth Andi, Lola, Tóth Vera, Ember Márk, Veréb Tamás, Dér Heni, Peller Anna, Árpa Attila, Lengyel Tamás, Józan László, Dallos Bogi, Puskás Peti, Holdampf Linda, Köllő Babett, Marics Peti, Kuna Kata, Csonka András, Sári Évi, Békefi Viki, Szabó Ádám, Feng Ya Ou, Bátyai Évi, Kiss Anna Laura, Csősz Boglárka, Nagy Sándor, Gömöri András Máté, Burján Szafi, Döbrösi Laura, Nagy Adri, Nika

## Social média management
Aty felel(t) a Vidám Színpad, az RNR Művészeti Ügynökség, a Partvonal Műhely, valamint néhány kávézó social média platformjaiért is. 2022 szeptembere óta az RNR Management vezetője, jelenleg több, mint 10 ügyfél social média jelenlétét támogatja sikeresen.

## Dalai
2023 augusztusáig 3 saját dala is megjelent:
- Lelépnék (2021)[6]
- Egy hang (2023)[7]
- FVCK FAKE FRIENDS (2023)[8]
- A Voice (2023)

## Díjak, jelölések
- JOY Social Media Awards – TikTok Berobbanó kategória jelölés